# John Conroy
John Conroy, né le 27 novembre 1928 à Nagpur et mort le 9 novembre 1985 à Liverpool, est un joueur britannique de hockey sur gazon.

## Carrière
John Conroy a fait partie de la sélection britannique de hockey sur gazon médaillée de bronze aux Jeux olympiques d'été de 1952 à Helsinki.